# 栗原冬子
栗原 冬子（くりはら ふゆこ、1971年12月22日 - ）は、日本の講師、実業家、タレント。埼玉県出身。株式会社Bon22代表取締役（2012年 - ）埼玉県立川越女子高校卒業。青山学院大学経済学部卒業。元全日本空輸国際線客室乗務員。

## 経歴
- 1994年〜2002年　全日本空輸株式会社国際線客室乗務員
- 2008年〜2011年　香りの泉主宰
- 2012年〜現在　株式会社Bon22設立
- 2012年〜2020年　公益社団法人日本アロマ環境協会（AEAJ）理事
- 2019年〜現在　学校法人滋慶学園 東京医薬看護専門学校 化粧品総合学科・東京福祉専門学校キャリアデザイン科 非常勤講師。
- 2021年〜現在　橋本総業株式会社顧問に就任。
- 2022年〜現在　株式会社ナチュレホールディングス顧問に就任。
- 2023年〜現在　医療法人玄英会参与に就任
- 2024年〜現在　株式会社トゥーコネクトAirdog顧問に就
- 2025年〜現在　株式会社GXA顧問に就任

## 講師歴
- 2009年より「生活の木」にてアロマテラピー資格対応講師。
- 2010年より「日本成人病予防協会」にて健康管理士認定講師。
- 2016年より「財団法人内面美容医学財団」にてインナービューティープロフェッショナルインストラクター。
- 2017年より「よみうりカルチャー」にて栗原冬子のナチュラルライフ。
- 2019年より「東京医薬専門学校」にて化粧品総合学科アロマテラピー講師。
- 2021年より「東京福祉専門学校」にてキャリアデザイン科健康管理能力検定講師。

## 資格
- 公益社団法人日本アロマ環境協会認定 アロマテラピーインストラクター
- 一般財団法人内面美容医学財団公認 プロフェッショナルインストラクター、ファスティングカウンセラー
- 日本成人病予防協会認定講師・健康管理士一般指導員
- 日本メディカルハーブ協会認定 ハーバルセラピスト
- 日本フードアナリスト協会認定 フードアナリスト
- FTP マットピラティスインストラクター

## 主な活動内容
- 企業 新人研修、シニア研修、人材育成講演
- 美容と健康に役立つアロマテラピーとハーブ講演、セミナー
- 生活習慣病予防、食育講演
- オリジナルアロマ呼吸法&ストレッチヨガ指導（Yogaroma）
- 顧問、コンサルタント業務
- 銀座交流ラウンジ運営
- アロマ空間演出（施設、イベント、舞台、個展など）

## 著書
- 「アロマテラピーレシピ事典 永久保存版」マイナビ出版
- 「アロマテラピー使いきり・組み合わせ事典」マイナビ出版
- 「手作り石けんと化粧品でナチュラルスキンケアきほんBOOK」マイナビ出版
- 「天然草本 芳療聖典」（台湾語訳）養沛文化館
- 「手作り石けんと化粧品でナチュラルスキンケア」マイナビ出版